# راماناتاپورام
راماناتاپورام (به انگلیسی: Ramanathapuram) یک منطقهٔ مسکونی در هند است که در بخش رام‌ناتهپورم واقع شده‌است. راماناتاپورام ۶۱٬۴۴۰ نفر جمعیت دارد و ۲ متر بالاتر از سطح دریا واقع شده‌است.